# Hormidac

Les Balkans au VIe siècle.

Hormidac ou Hormidak est un chef hun de la seconde moitié du Ve siècle.

## Biographie
Ses origines sont obscures. Amédée Thierry en fait un fils d'Attila mais son nom viendrait du moyen-perse « Hormizdak »,.
Au cours de l'hiver 466/467, Hormidac franchit le Danube gelé et envahit l'Empire romain d'Orient avec de nombreuses troupes qui, « comme une nuée de sauterelles dévorantes, vont s'abattre sur la Dacie ripuaire (Dacia Ripensis), pillant tout et entassant le butin dans leurs chariots ». L'empereur Léon envoya pour le combattre le général Anthémius. Dans son panégyrique d'Anthémius, l'écrivain gallo-romain Sidoine Apollinaire écrira à propos de l'invasion d'Hormidac :
« Aussitôt que la province vit tes aigles, elle cessa de trembler devant les dragons ennemis ; les barbares, terrassés et n’ayant plus où exercer leur pillage, ne tardèrent pas à devenir ta proie : mais laissons de côté ces dévastateurs, et parlons plutôt des hauts faits de cette guerre. Là, tu n’eus point à combattre une faible poignée de gens, ni de vils gladiateurs échappés de leurs chaînes, tels que ceux qu’arma jadis Spartacus, mais des hordes vagabondes venues des régions de la Scythie, une foule innombrable de guerriers cruels, farouches, avides de sang et de pillage, et plus barbares que les barbares habitants de leurs contrées ; leur chef Hormidac (dux Hormidac) avait la même patrie et la même origine. »
— Sidoine Apollinaire, Panégyrique d'Anthémius, Carmina, II.
Anthémius réussit par un stratagème à attirer Hormidac dans la zone montagneuse de Sardica (auj. Sofia, Bulgarie) où sa cavalerie devenait, loin de la plaine, en grande partie inutile ; pressé par les troupes romaines, le chef hun n'a d'autre solution que d'aller s'enfermer avec ses hommes dans Sardica, bientôt assiégée par le général romain. Menacé par la famine, Hormidac décide de faire une sortie après avoir secrètement négocié avec le chef de la cavalerie romaine, probablement un mercenaire hun qui devait trahir Anthémius lors de la bataille. Au moment où les deux armées rangées en ligne commençaient à se mêler, la cavalerie romaine, croyant devoir exécuter une manœuvre, s'ébranla au signal du traître, mais quand elle vit celui-ci rejoindre les troupes d'Hormidac et qu'elle soupçonna une désertion, elle tourna bride et vint reprendre son poste parmi les légions d'Anthémius. Le combat recommençant alors avec une nouvelle vigueur, Hormidac fut rejeté rudement dans Sardica. Le lendemain, il demandait à capituler et à négocier son retrait de la Dacie. Le prix de la paix répondit Anthémius, c'est la tête du traître qui lui fut livrée sans hésitation. Hormidac et ses hommes, en bien petit nombre, regagnèrent alors le Danube, sans bagages et sans chevaux.

## Sources
- Sidoine Apollinaire, Panégyrique d'Anthémius, Carmina, II.